# Pallacanestro Trapani 2018-2019
Questa voce raccoglie le informazioni riguardanti la Pallacanestro Trapani nelle competizioni ufficiali della stagione 2018-2019.

## Verdetti stagionali
Competizioni nazionali
- Serie A2

stagione regolare: 9º posto su 15 squadre (14-14);
Play-off:
eliminazione agli Ottavi di finale dalla De' Longhi Treviso;

## Stagione
La stagione 2018-2019 della Pallacanestro Trapani sponsorizzata 2B Control, è la 13ª nel secondo campionato italiano di pallacanestro, la Serie A2.
Ad inizio stagione, la formazione siciliana conferma Daniele Parente come capo allenatore, al quale si affianca l'assistente Fabrizio Canella.

## Divise di gioco
Il fornitore ufficiale di materiale tecnico per la stagione 2018-2019 è EYE Sport.
| Casa | Trasferta |

## Organigramma societario
Aggiornato al 25 settembre 2018.
Area dirigenziale
- Presidente: Pietro Basciano
- Vicepresidente: Fabrizio Giacalone
- Amministratore delegato: Nicolò Basciano
- Direttore generale: Davide Lamma
- Team Manager: Luca Lazzarone
- Direttore amministrativo: Stefano Di Bono
- Responsabile comunicazione: Dario Gentile
- Addetto agli arbitri: Maurizio Felice

Area tecnica
- Allenatore: Daniele Parente
- Assistente: Fabrizio Canella
- Addetto statistiche: Alex Latini
- Preparatore atletico: Giacomo Sorrentino
- Fisioterapista / osteopata: Rino Barbiera
- Fisioterapista: Giuseppe Termini
- Responsabile settore giovanile: Fabrizio Canella

## Roster
Aggiornato al 25 settembre 2018
| Pallacanestro Trapani 2018-19 | Pallacanestro Trapani 2018-19 |
| Giocatori                     | Staff tecnico                 |
| ----------------------------- | ----------------------------- |

| N. | Naz.                   | Ruolo | Nome               | Anno | Alt.   | Peso   |  |
| -- | ---------------------- | ----- | ------------------ | ---- | ------ | ------ |  |
| 5  | Italia (bandiera)      | C     | Andrea Renzi (C)   | 1989 | 206 cm | 110 kg |  |
| 7  | Serbia (bandiera)      | A     | Marko Dosen        | 2001 | 200 cm | 102 kg |  |
| 9  | Italia (bandiera)      | A     | Giorgio Artioli    | 1995 | 200 cm | 94 kg  |  |
| 11 | Italia (bandiera)      | G     | Federico Miaschi   | 2000 | 195 cm | 90 kg  |  |
| 14 | Romania (bandiera)     | P     | Erik Czumbel       | 2000 | 190 cm | 85 kg  |  |
| 15 | Stati Uniti (bandiera) | PG    | Rotnei Clarke      | 1989 | 184 cm | 83 kg  |  |
| 18 | Italia (bandiera)      | AP    | Marco Mollura      | 1993 | 196 cm | 90 kg  |  |
| 22 | Italia (bandiera)      | P     | Roberto Marulli    | 1991 | 190 cm | 85 kg  |  |
| 25 | Italia (bandiera)      | C     | Curtis Nwohuocha   | 1997 | 202 cm | 112 kg |  |
| 42 | Stati Uniti (bandiera) | G     | Cameron Ayers      | 1991 | 196 cm | 93 kg  |  |
| 55 | Albania (bandiera)     | AC    | Rei Pullazi        | 1993 | 203 cm | 100 kg |  |
|    | Italia (bandiera)      | P     | Giorgio Lamia      | 2002 | 175 cm | 66 kg  |  |
|    | Italia (bandiera)      | G     | Luciano Tartamella | 2002 | 182 cm | 80 kg  |  |
|    | Italia (bandiera)      | P     | Salvatore Basciano | 2004 | 177 cm | 61 kg  |  |

| Allenatore                                                                   |
| Daniele Parente                                                              |
| Assistente/i                                                                 |
| Fabrizio Canella Legenda - (C) Capitano - (IN) Inattivo - Infortunato Roster |

## Mercato

### Sessione estiva
| Arrivi | Arrivi           | Arrivi          | Arrivi     |
| R      | Nome             | da              | Modalità   |
| ------ | ---------------- | --------------- | ---------- |
| P      | Erik Czumbel     | Aquila Trento   | Prestito   |
| P      | Roberto Marulli  | Pall. Roseto    | Definitivo |
| P/G    | Rotnei Clarke    | V.L. Pesaro     | Definitivo |
| G      | Cameron Ayers    | Turów Zgorzelec | Definitivo |
| G      | Federico Miaschi | Reyer Venezia   | Prestito   |
| AP     | Giorgio Artioli  | RB Montecatini  | Definitivo |
| C      | Curtis Nwohuocha | Pall. Cantù     | Prestito   |
| AC     | Rei Pullazi      | Legnano Basket  | Definitivo |

| Partenze | Partenze           | Partenze           | Partenze       |
| R        | Nome               | da                 | Modalità       |
| -------- | ------------------ | ------------------ | -------------- |
| P        | Brandon Jefferson  | Orléans Loiret     | Definitivo     |
| G        | Filippo Testa      | Pall. Varese       | Fine prestito  |
| P        | Stefano Bossi      | U.C.C. Piacenza    | Definitivo     |
| AG       | Jesse Perry        | Svincolato         | Fine contratto |
| A        | Gabriele Ganeto    | Derthona Basket    | Definitivo     |
| P        | Kenneth Viglianisi | Mitteldeutscher BC | Definitivo     |
| C        | Nenad Simic        | N.P.C. Rieti       | Prestito       |
| ALL      | Gregor Fučka       | Fortitudo Bologna  | Definitivo     |
| AP       | Vincenzo Guaiana   | Auxilium Torino    | Prestito       |

## Risultati

### Campionato

#### Girone di andata
| Arbitri: | Tirozzi (Bologna) Terranova (Ferrara) Valzani (Corbetta) |

|                 |            |               |
| Renzi 32        | Punti      | 24 Hollis     |
| Clarke 4        | Assist     | 4 Piazza      |
| Pullazi 10      | Rimbalzi   | 9 Fall        |
| Daniele Parente | Allenatori | Fabio Corbani |

| Arbitri: | Dori (Mirano) Del Greco (Verona) De Biase (Udine) |

|                        |            |                 |
| Fabi 24                | Punti      | 22 Clarke       |
| Tavernelli 6           | Assist     | 7 Clarke        |
| Baldassarre, Carlson 9 | Rimbalzi   | 10 Renzi        |
| Franco Gramenzi        | Allenatori | Daniele Parente |

| Arbitri: | Beneduce (Caserta) Yang Yao (Vigasio) Puccini (Genova) |

|                  |            |                 |
| Frazier 18       | Punti      | 14 Clarke       |
| Gigli 5          | Assist     | 5 Clarke        |
| Jones 11         | Rimbalzi   | 8 Nwohuocha     |
| Alessandro Rossi | Allenatori | Daniele Parente |

| Arbitri: | Cappello (Porto Empedocle) Foti (Vittuone) Barbiero (Milano) |

|                 |            |                |
| Clarke 26       | Punti      | 23 Pinkins     |
| Clarke 8        | Assist     | 6 Valentini    |
| Renzi 10        | Rimbalzi   | 9 Pinkins      |
| Daniele Parente | Allenatori | Mattia Ferrari |

| Arbitri: | Bartoli (Trieste) Del Greco (Verona) Raimondo (Scicli) |

|                 |            |                 |
| Clarke 29       | Punti      | 21 Alibegović   |
| Clarke, Ayers 3 | Assist     | 3 Blizzard      |
| Pullazi 6       | Rimbalzi   | 5 Alibegović    |
| Daniele Parente | Allenatori | Marco Ramondino |

| Arbitri: | Caforio (Brindisi) Maffei (Preganziol) Mottola (Taranto) |

|                           |            |                   |
| Morais 25                 | Punti      | 24 Renzi          |
| Marino 4                  | Assist     | 4 Clarke, Miaschi |
| Pacher, Poletti, Morais 6 | Rimbalzi   | 6 Nwohuocha       |
| Paolo Moretti             | Allenatori | Daniele Parente   |

| Arbitri: | Terranova (Ferrara) Wassermann (Trieste) Nuara (Selvazzano Dentro) |

|                 |            |                    |
| Renzi 22        | Punti      | 27 Pepper          |
| Clarke 4        | Assist     | 3 Pepper, De Ninno |
| Pullazi 18      | Rimbalzi   | 7 Raucci           |
| Daniele Parente | Allenatori | Luca Vettese       |

| Arbitri: | Yang Yao (Vigasio) Caruso (Pavia) Callea (Sassari) |

|              |            |                 |
| Moore 26     | Punti      | 20 Ayers        |
| Sims 3       | Assist     | 2 Clarke        |
| Sims 13      | Rimbalzi   | 11 Pullazi      |
| Piero Bucchi | Allenatori | Daniele Parente |

| Arbitri: | Maschio (Firenze) Buttinelli (Cerveteri) Azami (Bologna) |

|                 |            |                     |
| Clarke 18       | Punti      | 40 Roderick         |
| Clarke 6        | Assist     | 4 Taylor            |
| Pullazi 11      | Rimbalzi   | 10 Roderick         |
| Daniele Parente | Allenatori | Sandro Dell'Agnello |

| Arbitri: | Moretti (Marsciano) Patti (Montesilvano) Tallon (Bologna) |

|                            |            |                   |
| Nikolić 23                 | Punti      | 31 Clarke         |
| Nikolić, Pecchia, Caroti 3 | Assist     | 5 Clarke          |
| Borra 7                    | Rimbalzi   | 7 Clarke, Pullazi |
| Adriano Vertemati          | Allenatori | Daniele Parente   |

| Arbitri: | D'Amato (Roma) Foti (Vittuone) Morassutti (Sassari) |

|                 |            |             |
| Renzi 31        | Punti      | 25 Thomas   |
| Clarke 8        | Assist     | 4 Tavernari |
| Pullazi 13      | Rimbalzi   | 8 Goodwin   |
| Daniele Parente | Allenatori | Lino Lardo  |

| Arbitri: | Caforio (Brindisi) Catani (Pescara) Bartolomeo (Cellino San Marco) |

|                |            |                          |
| Sims 23        | Punti      | 22 Clarke                |
| Chiarastella 5 | Assist     | 2 Clarke, Ayers, Miaschi |
| Chiarastella 8 | Rimbalzi   | 15 Pullazi               |
| Michele Carrea | Allenatori | Daniele Parente          |

| Arbitri: | Moretti (Marsciano) Pazzaglia (Pesaro) Patti (Montesilvano) |

|                 |            |              |
| Miaschi 15      | Punti      | 21 Sousa     |
| Mollura 3       | Assist     | 3 Bell       |
| Pullazi 8       | Rimbalzi   | 7 Guariglia  |
| Daniele Parente | Allenatori | Franco Ciani |

| Arbitri: | Terranova (Ferrara) Pierantozzi (Ascoli Piceno) Tallon (Bologna) |

|                  |            |                  |
| Raffa 26         | Punti      | 23 Renzi         |
| Ferri 6          | Assist     | 4 Clarke         |
| Bozzetto 9       | Rimbalzi   | 5 Ayers, Artioli |
| Alberto Mazzetti | Allenatori | Daniele Parente  |

| Arbitri: | Cappello (Porto Empedocle) Dionisi (Fabriano) Tarascio (Priolo Gargallo) |

|                 |            |              |
| Clarke 25       | Punti      | 28 Triche    |
| Clarke 4        | Assist     | 5 Triche     |
| Pullazi 7       | Rimbalzi   | 8 Parks      |
| Daniele Parente | Allenatori | Marco Sodini |

#### Girone di ritorno
| Arbitri: | Caruso (Pavia) Gagno (Spresiano) Foti (Vittuone) |

|               |            |                      |
| Piazza 16     | Punti      | 22 Clarke            |
| Piazza 5      | Assist     | 3 Clarke             |
| Hollis 8      | Rimbalzi   | 9 Pullazi, Nwohuocha |
| Fabio Corbani | Allenatori | Daniele Parente      |

| Arbitri: | Ursi (Livorno) Costa (Livorno) Capozziello (Brindisi) |

|                 |            |                        |
| Pullazi 29      | Punti      | 23 Carlson             |
| Clarke 9        | Assist     | 4 Tavernelli, Lawrence |
| Pullazi 16      | Rimbalzi   | 7 Tavernelli, Allodi   |
| Daniele Parente | Allenatori | Franco Gramenzi        |

| Arbitri: | Caforio (Brindisi) Tallon (Bologna) Callea (Sassari) |

|                    |            |                              |
| Clarke 28          | Punti      | 26 Adegboye                  |
| Clarke 8           | Assist     | 2 Adegboye, Tomasini, Casini |
| Mollura, Pullazi 6 | Rimbalzi   | 9 Jones                      |
| Daniele Parente    | Allenatori | Alessandro Rossi             |

| Arbitri: | Ciaglia (Caserta) Pazzaglia (Pesaro) Centonza (Grottammare) |

|                |            |                 |
| Denegri 19     | Punti      | 14 Clarke       |
| Musso 5        | Assist     | 8 Clarke        |
| Martinoni 7    | Rimbalzi   | 10 Pullazi      |
| Mattia Ferrari | Allenatori | Daniele Parente |

| Arbitri: | Dori (Mirano) Marota (San Benedetto del Tronto) Mottola (Taranto) |

|                     |            |                  |
| Ndoja 22            | Punti      | 22 Clarke        |
| Bertone 7           | Assist     | 4 Clarke         |
| Ndoja, Alibegović 7 | Rimbalzi   | 5 Pullazi, Ayers |
| Marco Ramondino     | Allenatori | Daniele Parente  |

| Arbitri: | Capurro (Reggio Calabria) Rudellat (Nuoro) Morassutti (Sassari) |

|                          |            |               |
| Renzi 25                 | Punti      | 20 Lupusor    |
| Renzi, Clarke, Miaschi 5 | Assist     | 6 Marino      |
| Renzi 6                  | Rimbalzi   | 7 Ranuzzi     |
| Daniele Parente          | Allenatori | Paolo Moretti |

| Arbitri: | Dionisi (Fabriano) Catani (Pescara) Pellicani (Ronchi dei Legionari) |

|              |            |                  |
| Pepper 28    | Punti      | 21 Renzi         |
| Hall 5       | Assist     | 4 Czumbel        |
| Hall 16      | Rimbalzi   | 8 Renzi, Czumbel |
| Luca Vettese | Allenatori | Daniele Parente  |

| Arbitri: | Pierantozzi (Ascoli Piceno) Centonza (Grottammare) Martellosio (Buccinasco) |

|                 |            |               |
| Miaschi 26      | Punti      | 26 Moore      |
| Czumbel 4       | Assist     | 4 Santiangeli |
| Czumbel 9       | Rimbalzi   | 8 Sims        |
| Daniele Parente | Allenatori | Piero Bucchi  |

| Arbitri: | Di Toro (Perugia) Ciaglia (Caserta) Meneghini (Verona) |

|                     |            |                                     |
| Roderick 19         | Punti      | 15 Clarke                           |
| Taylor 9            | Assist     | 2 Clarke, Nwohuocha, Ayers, Czumbel |
| Roderick, Sergio 8  | Rimbalzi   | 9 Pullazi                           |
| Sandro Dell'Agnello | Allenatori | Daniele Parente                     |

| Arbitri: | Beneduce (Caserta) Bramante (San Martino Buon Albergo) Buttinelli (Cerveteri) |

|                    |            |                           |
| Clarke, Pullazi 27 | Punti      | 24 Nikolić                |
| Clarke 6           | Assist     | 5 Nikolić, Roberts, Borra |
| Renzi 9            | Rimbalzi   | 5 Caroti                  |
| Daniele Parente    | Allenatori | Adriano Vertemati         |

| Arbitri: | Boscolo (Chioggia) Maschio (Firenze) Barbiero (Milano) |

|             |            |                 |
| Contento 26 | Punti      | 31 Clarke       |
| Passera 7   | Assist     | 5 Clarke        |
| Rossato 9   | Rimbalzi   | 10 Pullazi      |
| Lino Lardo  | Allenatori | Daniele Parente |

| Arbitri: | Masi (Firenze) Ferretti (Nereto) Meneghini (Verona) |

|                 |            |                |
| Clarke 19       | Punti      | 29 Sims        |
| Ayers 5         | Assist     | 6 Saccaggi     |
| Pullazi 10      | Rimbalzi   | 8 Sims         |
| Daniele Parente | Allenatori | Michele Carrea |

| Arbitri: | Salustri (Roma) Longobucco (Ciampino) Maffei (Preganziol) |

|              |            |                 |
| Bell 18      | Punti      | 16 Pullazi      |
| Bell 3       | Assist     | 5 Czumbel       |
| Cannon 12    | Rimbalzi   | 10 Pullazi      |
| Franco Ciani | Allenatori | Daniele Parente |

| Arbitri: | Tirozzi (Bologna) Buttinelli (Cerveteri) Lestingi (Anzio) |

|                 |            |                  |
| Clarke 21       | Punti      | 24 Thomas        |
| Clarke, Renzi 4 | Assist     | 6 Ferri          |
| Pullazi 9       | Rimbalzi   | 6 Thomas         |
| Daniele Parente | Allenatori | Alberto Mazzetti |

| Arbitri: | Materdomini (Grottaglie) Capurro (Reggio Calabria) Solfanelli (Livorno) |

|              |            |                 |
| Parks 23     | Punti      | 17 Renzi        |
| Triche 9     | Assist     | 6 Marulli       |
| Parks 10     | Rimbalzi   | 9 Clarke        |
| Marco Sodini | Allenatori | Daniele Parente |

#### Play-off
Gli Ottavi di finale si giocano al meglio delle cinque partite. La squadra con il miglior piazzamento in classifica al termine della stagione regolare gioca in casa gara-1, gara-2 e la eventuale gara-5.

##### Ottavi di finale
| Arbitri: | Ciaglia (Caserta) D'Amato (Roma) Pellicani (Ronchi dei Legionari) |

|                      |            |                 |
| Burnett 20           | Punti      | 16 Clarke       |
| Imbrò 4              | Assist     | 4 Clarke        |
| Lombardi 9           | Rimbalzi   | 6 Clarke        |
| Massimiliano Menetti | Allenatori | Daniele Parente |

| Arbitri: | Maschio (Firenze) Saraceni (Zola Predosa) Morassutti (Sassari) |

|                      |            |                 |
| Logan 19             | Punti      | 14 Renzi        |
| Imbrò 8              | Assist     | 7 Renzi         |
| Tessitori 9          | Rimbalzi   | 8 Renzi         |
| Massimiliano Menetti | Allenatori | Daniele Parente |

| Arbitri: | Gagliardi (Anagni) Capurro (Reggio Calabria) Gonella (Genova) |

|                   |            |                      |
| Ayers, Pullazi 19 | Punti      | 17 Imbrò             |
| Clarke 5          | Assist     | 5 Logan              |
| Pullazi 7         | Rimbalzi   | 6 Alviti             |
| Daniele Parente   | Allenatori | Massimiliano Menetti |

| Arbitri: | Rudellat (Nuoro) Tirozzi (Bologna) Tallon (Bologna) |

|                  |            |                      |
| Clarke, Renzi 20 | Punti      | 23 Burnett           |
| Mollura 3        | Assist     | 3 Burnett, Uglietti  |
| Pullazi 13       | Rimbalzi   | 9 Tessitori          |
| Daniele Parente  | Allenatori | Massimiliano Menetti |

| Arbitri: | Scrima (Catanzaro) Caforio (Brindisi) Foti (Vittuone) |

|                      |            |                 |
| Logan 24             | Punti      | 18 Clarke       |
| Imbrò 5              | Assist     | 6 Clarke        |
| Alviti 11            | Rimbalzi   | 6 Renzi         |
| Massimiliano Menetti | Allenatori | Daniele Parente |

- Esito:

La De' Longhi Treviso vince la serie per 3 a 2